# فرط الضغط داخل القحف مجهول السبب
فَرْطُ الضَّغْطِ داخِلَ القِحْف مَجْهُوْلُ السَّبَب (بالإنجليزية: Idiopathic intracranial hypertension)‏، يُعرف سابقًا باسم الورم المخي الكاذب وارتفاع ضغط الدم الحميد داخل الجمجمة، هو حالة متميزة بارتفاع الضغط داخل القحف (الضغط حول الدماغ) دون وجود سبب ملاحظ. تشمل الأعراض الرئيسية الصداع، ومشاكل الرؤية، وطنين الأذن المتزامن مع النبض وآلام الكتف. قد تشمل المضاعفات فقد البصر.
تشمل عوامل الخطر ذوي الوزن الزائد أو الأشخاص الذين اكتسبوا زيادة في الوزن مؤخرًا. قد يحرض التيتراسايكلن أيضًا هذه الحالة. يعتمد التشخيص على الأعراض والضغط المرتفع الملاحظ داخل القحف خلال البزل القطني دون وجود سبب محدد على مسح الدماغ.
يشمل العلاج النظام الغذائي الصحي، والتقليل من الملح والتمارين الرياضية. يمكن استخدام جراحات علاج البدانة أيضًا من أجل المساعدة في خسارة الوزن. قد يُستخدم دواء أسيتازولاميد بالترافق مع الإجراءات السابقة. من الممكن وجود حاجة للجراحة لدى نسبة قليلة من المصابين من أجل تخفيف الضغط.
تبلغ نسبة الإصابات الجديدة ما يقارب شخصين من كل 100,000 شخص في السنة. تؤثر الحالة بشكل شائع على النساء بين 20-50 عام. تزيد احتمالية إصابة النساء نحو 20 مرة عن الرجال. لُوحظت أول حالة مصابة بالمرض في عام 1897.

## العلامات والأعراض
يمثل الصداع العرض الأكثر شيوعًا لحالة «آي آي إتش»، إذ يحدث في جميع الحالات (92-94%) تقريبًا. يتميز بازدياد شدته في الصباح، ويتصف بأنه عام ونابض بطبيعته. قد يترافق مع الغثيان والتقيؤ. قد تزداد شدة الصداع مع أي نشاط من شأنه زيادة الضغط داخل القحف، مثل السعال والعطاس. قد يختبر المصاب الألم في الرقبة والكتفين. يعاني الكثيرون من طنين نابض، إحساس بالصفير في إحدى الأذنين أو كلتيهما (64-87%)؛ يتزامن هذا الصوت مع النبض. أظهر بعض المصابين العديد من الأعراض الأخرى النادرة، مثل خدر الأطراف والضعف العام وفقد الشم وفقد التنسيق، إذ لا تُعد هذه الأعراض خاصة بحالة «آي آي إتش». لدى الأطفال، قد يظهر العديد من الأعراض والعلامات غير المحددة.
يؤدي الضغط المتزايد إلى انضغاط الأعصاب القحفية، مجموعة من الأعصاب الناشئة من جذع الدماغ المسؤولة عن تعصيب الرأس والوجه، وشدها، يُصاب العصب المبعد (العصب السادس) بشكل شائع. يعصب هذا العصب العضلة المسؤولة عن سحب العين نحو الخارج. يعاني المصابون بشلل العصب السادس بالتالي من ضعف الرؤية الأفقية الذي يسوء عند النظر نحو الجانب المصاب. يُصاب كل من العصب المحرك للعين والعصب البكري بشكل أندر (شلل العصبين الثالث والرابع على الترتيب)؛ يلعب كلاهما دورًا في حركة العين. يتأثر العصب الوجهي (العصب القحفي السابع) في بعض الحالات – ما يؤدي إلى ضعف كلي أو جزئي في عضلات التعبير الوجهي على أحد جانبي الوجه أو كليهما.
يؤدي الضغط المتزايد إلى وذمة حليمة العصب البصري، حالة تورم القرص البصري، وهو البقعة التي يدخل فيها العصب البصري إلى كرة العين. يحدث هذا عمليًا في جميع حالات «آي آي إتش»، لكن لا يختبر جميع المصابين الأعراض الناتجة عنه. يبلّغ المصابون بهذه الأعراض نموذجيًا عن «عوائق بصرية مؤقتة» ونوبات صعوبة الرؤية في كلتا العينين، لكن ليس بالضرورة اختبارها في نفس الوقت. تؤدي وذمة حليمة العصب البصري طويلة الأمد غير المعالجة إلى فقد البصر، بدايةً في المحيط ثم بشكل تدريجي نحو مركز الرؤية.
يظهر الفحص الفيزيائي للجهاز العصبي نموذجيًا نتائج طبيعية بصرف النظر عن وجود وذمة حليمة العصب البصري، التي تظهر عند فحص العين باستخدام جهاز صغير يُدعى منظار قاع العين أو باستخدام كاميرا قاع العين لتفاصيل أكبر. في حال وجود شذوذات في الأعصاب القحفية، يمكن ملاحظتها خلال فحص العين على شكل حول (شلل العصب الثالث أو الرابع أو السادس) أو شلل العصب الوجهي. في حالة وذمة حليمة العصب البصري طويلة الأمد، قد تحدث خسارة في الساحات البصرية واخفاض في حدة البصر. يُوصى إجراء اختبار مجال الرؤية باستخدام القياس الآلي (همفري) بسبب انخفاض دقة وسائل الفحص الأخرى. تؤدي وذمة حليمة العصب البصري طويلة الأمد إلى الضمور البصري، الذي يتميز بشحوب القرص وفقد البصر المتقدم.

## الأسباب
تعني كلمة «مجهول السبب» أن السبب غير معروف. لذلك، لا يمكن تشخيص فرط الضغط داخل القحف مجهول السبب إلا إذا لم يكن هناك تفسير بديل للأعراض الموجودة. قد يزداد الضغط داخل الجمجمة بسبب الأدوية مثل الجرعات العالية من مشتقات فيتامين أ (مثل إيزوتريتينوين لعلاج حب الشباب) والمضادات الحيوية (كالتتراسيكلين) طويلة المدى (يُستخدم التتراسكلين لمجموعة متنوعة من الأمراض الجلدية) وموانع الحمل الهرمونية.
هناك العديد من الأمراض الأخرى، معظمها حالات نادرة، قد يؤدي إلى مرض ارتفاع ضغط الدم داخل الجمجمة. إذا كان هناك سبب للحالة سيُطلق عليها اسم «ارتفاع الضغط الثانوي داخل الجمجمة». تشمل الأسباب الشائعة لارتفاع ضغط الدم الثانوي داخل الجمجمة انقطاع النفس الانسدادي النومي (اضطراب التنفس المرتبط بالنوم) والذئبة الحمامية الجهازية (SLE) ومرض الكلى المزمن ومرض بهجت.

## العلاج
يتمثل الهدف الرئيسي من علاج «آي آي إتش» في الوقاية من فقد البصر والعمى، بالإضافة إلى السيطرة على الأعراض. يُعالج فرط الضغط داخل القحف مجهول السبب بشكل رئيسي من خلال تخفيض ضغط «سي إس إف». قد يتراجع «آي آي إتش» عقب المعالجة الأولية، أو قد يدخل في هدأة تلقائية (على الرغم من نكسه في مرحلة لاحقة) أو قد يستمر بشكل مزمن.

### البزل القطني
تكمن الخطوة الأولى للسيطرة على الأعراض في نزح السائل الدماغي الشوكي عبر البزل القطني. يمكن إجراء هذا عند اللزوم في الوقت نفسه مع «إل بّي» التشخيصي (مثل البحث عن عدوى «سي إس إف»). في بعض الحالات، يُعد هذا كافيًا في السيطرة على الأعراض، ولا حاجة إلى علاجات إضافية.
يمكن تكرار العملية عند الضرورة، لكن يُؤخذ ذلك عمومًا كدليل على لزوم علاجات إضافية من أجل السيطرة على الأعراض والحفاظ على البصر. يسبب تكرار البزل القطني الإزعاج بالنسبة إلى المصابين، ويزيد خطر الإصابة بإنتانات العمود الفقري عند إجرائه بكثرة. قد تتطلب بعض الحالات تكرار البزل القطني من أجل السيطرة السريعة على «آي سي بّي» في حال تدهور بصر المصاب بسرعة.

### الأدوية
يُعد الأسيتازولاميد (دياموكس)، الذي يعمل على تثبيط إنزيم أنهيدراز الكربوني وتخفيض إنتاج «سي إس إف» بنسبة 6 إلى 57 بالمئة، أفضل دواء طبي مدروس لعلاج فرط الضغط داخل القحف. قد يسبب أعراض نقص بوتاسيوم الدم، التي تشمل ضعف العضلات ووخز الأصابع. لا يمكن استخدام الأسيتازولاميد مع الحمل، إذ أثبتت الدراسات الحيوانية تسببه في شذوذات جنينية. بالنسبة إلى البشر، ثبت أيضًا تسببه في الحماض الأيضي واضطرابات الكهرل في الدم لدى الأطفال حديثي الولادة. يُستخدم الفوروسيميد المدر للبول في بعض الأحيان كخيار علاجي ثان في حال تعذر استخدام الأستازولاميد، لكن يكون تأثيره على «آي سي بّي» ضعيفًا في بعض الأحيان.
يمكن استخدام مختلف مسكنات الألم من أجل السيطرة على الصداع الناتج عن فرط الضغط داخل القحف. بالإضافة إلى العوامل التقليدية مثل الباراسيتامول، أظهرت الجرعات المنخفضة من مضاد الاكتئاب أميتربتيلين أو مضاد الاختلاج توبيرامات بعض الفوائد الإضافية في تخفيف الألم.
يبقى استخدام الستيروئيدات في تخفيف «آي سي بّي» موضع جدل. يمكن استخدام الستيروئيدات في الحالات الشديدة من وذمة حليمة العصب البصري، ولا يُنصح باستخدامها بخلاف ذلك.

### غرس دعامة الجيب الوريدي
يلعب تضيق الجيب الوريدي الذي يؤدي إلى فرط الضغط الوريدي دورًا كبيرًا فيما يتعلق بارتفاع الضغط داخل القحف، وقد يؤدي غرس دعامة الجيب المستعرض إلى تراجع فرط الضغط الوريدي، ما من شأنه تحسين ارتشاف السائل دماغي شوكي، وتخفيض الضغط داخل القحف، وعلاج وذمة حليمة العصب البصري وأعراض «آي آي إتش» الأخرى.
توضع الدعامة المعدنية ذاتية التمدد بشكل دائم داخل الجيب الأنفي المستعرض السائد عبر التضيق تحت تأثير التخدير العام. يُعطى المريض إذن الخروج من المشفى في اليوم التالي. يحتاج المريض أيضًا إلى معالجة مضاعفة بمضاد الصفيحات لمدة تصل إلى 3 أشهر بعد العملية، إلى جانب الأسبرين لمدة تصل إلى سنة واحدة.
شمل تحليل منهجي 19 دراسة مع 207 حالة، وأظهر وجود تحسن بنسبة 87% في معدل الأعراض الإجمالي بالإضافة إلى معدل شفاء بنسبة 90% في معالجة وذمة حليمة العصب البصري. حدثت مضاعفات هامة لدى 3/207 شخص فقط (1.4%). في أكبر سلسلة فردية من زرع دعامة الجيب المستعرض، وصل معدل عودة المرض بعد الدعامة الأولى إلى 11%، ما يتطلب غرس دعامة أخرى.
نظرًا إلى بقاء الدعامة وخطر المضاعفات الحتمي رغم صغره، يوصي معظم الخبراء بعدم خضوع مريض «آي آي إتش» لغرس الدعامة إلا في حال إصابته بوذمة حليمة العصب البصري إلى جانب فشل العلاج الطبي أو عدم تحمله للأدوية.